# ویلفردو لئون
ویلفردو لئون ونرو (انگلیسی: Wilfredo León Venero، متولد ۳۱ ژوئیه ۱۹۹۳ در سانتیاگو د کوبا) بازیکن سابق تیم ملی والیبال کوبا و ملی‌پوش فعلی لهستان و عضو باشگاه پروجا است. او به همراه تیم ملی کوبا در مسابقات قهرمانی جهان ۲۰۱۰ ایتالیا به مدال نقره دست یافت. لئون بنابر سیاست حاکم بر ورزش کوبا به دلیل لژیونر شدن از تیم ملی محروم شد. لئون در لیگ قهرمانان والیبال اروپا ۱۵-۲۰۱۴ خوش درخشید و در نهایت به عنوان باارزش‌ترین بازیکن اروپا انتخاب شد. در سال ۲۰۱۹ و در پی رویداد المپیک تیم ملی لهستان خبر از تغییر ملیت او از کوبایی به لهستانی داد. او در انتخابی المپیک ۲۰۲۰ برای اولین بار با لباس تیم ملی لهستان به میدان رفت و در جام جهانی ۲۰۱۹، قهرمانی اروپا و انتخابی المپیک نیز به میدان رفت. هوادران لقب لئون را پادشاه گذاشتند. لئون به سرویس‌های قدرتمند و اسپک‌های بسیار پر سرعت و با ارتفاع بالا معروف است. بسیاری او را یکی از بهترین اسپکرهای جهان می‌دانند.

## حرفه‌ای
لئون والیبال را در سن ۷ سالگی آغاز نمود. او با درخشش خود در بازی‌های المپیک نوجوانان سنگاپور با کسب ۴۰ امتیاز از ۱۹۲ امتیاز تینم کوبا، مورد توجه قرار گرفت و به او لقب شیر را دادند.

## دست‌آوردها

### فردی
- باارزش‌ترین بازیگن لیگ قهرمانان اروپا ۲۰۱۵
- جزو لیست قهرمانان فدراسیون جهانی ۲۰۱۱
- باارزش‌ترین بازی‌های پان امریکن ۲۰۱۱
- بهترین دریافت کننده قهرمانی نورسکا ۲۰۱۱
- بهترین زننده سرویس لیگ جهانی ۲۰۰۹
- باارزش‌ترین بازیکن قهرمانی نورسکا ۲۰۰۹
- بهترین اسپکر قهرمانی نورسکا ۲۰۰۹